# قراد بن حنش
قراد بن حنش بن عمرو بن عبد الله الصادري المري الغطفاني شاعر مخضرم أدرك الجاهلية والإسلام، ذكره ابن سلام الجمحي وجعله في الطبقة الثامنة من شعراء الإسلام وقال أبو عبيدة: «كان قراد بن حنش المري من شعراء غطفان وكان قليل الشعر، وكانت شعراء غطفان تغير على شعره، فتأخذه وتدعيه». وقال المرزباني كان قراد بن حنش من شعراء غطفان المشهورين ومن شعره قوله:

## نسبه
هو قراد بن حنش بن عمرو بن عبد الله بن عبد العزى بن صبح بن سلامة بن الصارد بن مرة بن عوف بن سعد بن ذبيان بن بغيض بن ريث بن غطفان الصادري المري الغطفاني.